# Rhinecanthus lunula
Rhinecanthus lunula är en fiskart som beskrevs av Randall och Steene 1983. Rhinecanthus lunula ingår i släktet Rhinecanthus och familjen tryckarfiskar. Inga underarter finns listade i Catalogue of Life.